# Pierbattista Pizzaballa
Pierbattista Pizzaballa, O.F.M. (Cologno al Serio, Italia, 21 de abril de 1965) es un cardenal católico italiano. Es el actual patriarca latino de Jerusalén.

## Biografía

### Sacerdocio
Fray Pizzaballa pronunció sus votos perpetuos como fraile franciscano en 1989 y fue ordenado sacerdote el 15 de septiembre de 1990. Cursó su bachillerato en teología en el Pontificio Athenaeum Antonianum de Roma y en el Studium Biblicum Franciscanum de Jerusalén. Fue profesor de hebreo bíblico en la Facultad franciscana de ciencias bíblicas y arqueológicas de Jerusalén.

#### Custodio de Tierra Santa
En 1999 llegó a Jerusalén. De 2003 a 2008 fue vicario patriarcal, sirviendo especialmente a los fieles de habla hebrea. Fue nombrado custodio de Tierra Santa desde el 5 de mayo de 2004 hasta el 20 de mayo de 2016. Ha expresado públicamente: "La peregrinación a Tierra Santa es única, tanto que no se puede comparar a ninguna otra forma de peregrinación. Venir a Tierra Santa significa encontrar a Cristo: es un quinto evangelio, donde las piedras hablan de Jesús".
En 2011 fue nombrado guardián del convento de los Santos Simeón y Ana en Jerusalén.

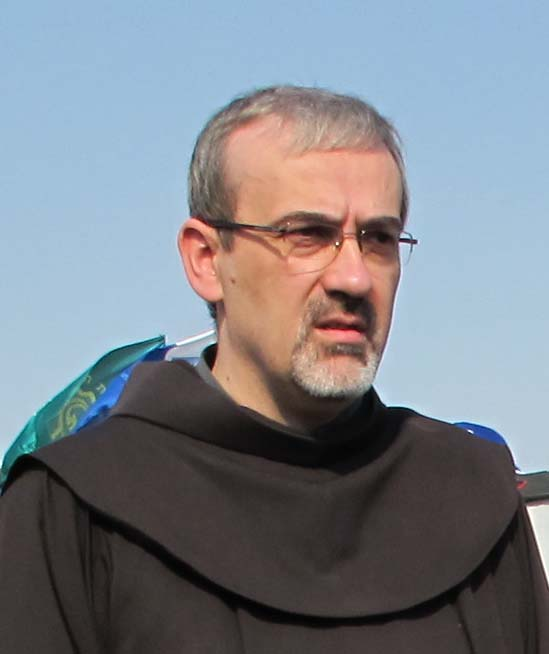
Pierbattista Pizzaballa OFM, fue custodio de Tierra Santa entre 2004 y 2016.

Desde el nombramiento del padre Pierbattista Pizzaballa como custodio en 2004, la Custodia comenzó a subsanar la lejanía que aún subsistía respecto de la sociedad israelí, ya que hasta entonces la mayoría de los frailes no hablaban el idioma hebreo. Pizzaballa domina el hebreo de forma fluida, después de haber asistido a cursos de hebreo en Jerusalén y a un programa de estudios en el departamento de Biblia en la Universidad Hebrea. Así, Pizzaballa prestó especial atención a la apertura de su comunidad a la sociedad en general, consciente del abismo cultural que separa ambas religiones. Una de sus primeras iniciativas fue dar a los jóvenes religiosos la oportunidad de estudiar el idioma hebreo. Él animó los contactos con las instituciones israelíes con el fin de fomentar la cooperación en las áreas de turismo y peregrinación. Como ningún custodio antes que él, Pizzaballa ha tenido acceso a los ministros y altos funcionarios israelíes, desde el primer ministro al jefe de los Servicios de Seguridad General. Ha impartido una motivadora conferencia pública en idioma hebreo en la Universidad de Tel Aviv, reflexionando sobre la Iglesia católica y la Shoah. Plenamente consciente de la necesidad de vincularse con la opinión pública israelí, acogió a grupos judíos en la escuela monasterio de San Salvador, la sede de la Orden Franciscana en Jerusalén. También comenzó a integrar a los empleados árabes de la Custodia de Tierra Santa en el marco del Estado israelí. La Custodia, como empleador y sus trabajadores que son en su mayoría árabes, pagan regularmente sus respectivas cuotas de seguros nacionales y también abonan según el plan de jubilación sancionado por el Estado de Israel. Las escuelas administradas por la Custodia también han entrado en el sistema educativo financiado por el Estado.
Fray Pizzaballa se refirió a la Iglesia en Jerusalén en los siguientes términos:

No por casualidad la llamamos «Iglesia Madre», no sólo porque de ella nacieron las Iglesias esparcidas por el mundo, sino porque aún hoy custodia de forma única y especial el lugar que hace memoria de la muerte y resurrección de Cristo. En Jerusalén aún hoy se encuentran, juntas, si bien heridas en sus relaciones, todas las denominaciones cristianas. Todos, en definitiva, se encuentran aún hoy en la Ciudad Santa, que es un microcosmos de la vida de la Iglesia en el mundo. En este sentido la podemos definir «corazón palpitante», porque dona la vida a tantísimos creyentes en el mundo. En ella todavía hoy se concreta la profecía de Isaías, que habla de Jerusalén como la casa de oración para todas las gentes.
Pierbattista Pizzaballa

### Episcopado
El 24 de junio de 2016 el papa Francisco aceptó la renuncia canónica del patriarca Mons. Fouad Twal y designó a Fray Pizzaballa arzobispo titular de Verbe y administrador apostólico del Patriarcado Latino de Jerusalén. La ordenación arzobispal tuvo lugar el 10 de septiembre de 2016.
El 21 de marzo de 2017 fue nombrado miembro de la Congregación para las Iglesias Orientales.
El 24 de octubre de 2020 el papa Francisco lo nombró Patriarca Latino de Jerusalén.
El 21 de marzo de 2022 fue confirmado como miembro del Dicasterio para las Iglesias Orientales  ad aliud quinquennium.
En las primeras semanas del inicio de la guerra de Gaza, en octubre de 2023, el cardenal Pierbattista se ofreció como intercambio a Hamás para rescatar a los niños israelíes secuestrados por ese grupo diciendo; «¿Estoy dispuesto a un intercambio? Cualquier cosa, si eso puede conducir a la libertad y a traer a esos niños a casa. No hay problema. Hay una disponibilidad absoluta por mi parte». 
También convocó a todos los creyentes a una jornada de ayuno y oración por la paz y la reconciliación que sucedió el martes 17 de octubre de ese año.

### Cardenalato
Fue creado cardenal por el papa Francisco durante el consistorio celebrado el 30 de septiembre de 2023, con el Título de San Onofre.
El 4 de octubre de 2023 fue nombrado miembro del Dicasterio para las Iglesias Orientales y del Dicasterio para la Promoción de la Unidad de los Cristianos.